# Lucas Gaúcho
Lucas de Souza Gonçalves, meglio noto come Lucas Gaúcho (Esteio, 13 giugno 1991), è un calciatore brasiliano, attaccante del St Joseph's.